# Franck Bambock
Franck-Yves Bambock (Douala, 7 april 1995) is een Frans voetballer die bij voorkeur als defensieve middenvelder speelt.

## Clubcarrière

### PSG
Bambock werd geboren in het Kameroense Douala en vertrok op jonge leeftijd naar Frankrijk. Op dertienjarige leeftijd kwam hij in de jeugdopleiding van Paris Saint-Germain terecht. Op 2 augustus 2014 mocht hij de enige keer op de bank plaatsnemen, in het Supercup-duel tegen EA Guingamp.

### SD Huesca
Op 16 juli 2015 tekende de defensief ingestelde middenvelder een tweejarig contract bij SD Huesca. Zijn debuut volgde op 22 augustus 2015 in het competitieduel tegen Deportivo Alavés. Op 10 september 2015 kreeg Bambock zijn eerste basisplaats in de Copa del Rey tegen Real Mallorca.

### Sparta Rotterdam
In juli 2017 werd bekend dat Bambock een contract voor één seizoen had getekend bij Sparta Rotterdam. Bambock kwam slechts één keer in actie in het eerste elftal. In januari 2018 werd het contract van Bambock, die ook meermaals uitkwam voor Jong Sparta Rotterdam, in onderling overleg ontbonden.

### Córdoba CF
Enkele dagen na zijn vertrek uit Rotterdam vond Bambock al onderdak bij Córdoba CF, een Spaanse tweedeklasser. Vanwege registratieproblemen kon de middenvelder echter nog niet meteen aantreden met het eerste elftal, waardoor hij het seizoen uitdeed bij het B-elftal van de club in de Segunda División B. Pas op 16 augustus 2018 raakte zijn aansluiting volledig in orde.

## Clubstatistieken
| Seizoen         | Club                | Competitie         | Competitie | Competitie | Beker | Beker | Internationaal | Internationaal | Overig | Overig | Totaal | Totaal |
| Seizoen         | Club                | Competitie         | Wed.       | Dlp.       | Wed.  | Dlp.  | Wed.           | Dlp.           | Wed.   | Dlp.   | Wed.   | Dlp.   |
| --------------- | ------------------- | ------------------ | ---------- | ---------- | ----- | ----- | -------------- | -------------- | ------ | ------ | ------ | ------ |
| 2015/16         | SD Huesca           | Segunda División A | 31         | 0          | 2     | 0     | –              | –              | –      | –      | 33     | 0      |
| 2016/17         | SD Huesca           | Segunda División A | 16         | 0          | 3     | 0     | –              | –              | –      | –      | 19     | 0      |
| 2017/18         | Sparta Rotterdam    | Eredivisie         | 1          | 0          | 0     | 0     | –              | –              | –      | –      | 1      | 0      |
| 2017/18         | Córdoba CF B        | Segunda División B | 2          | 0          | 0     | 0     | –              | –              | –      | –      | 2      | 0      |
| 2018/19         | Córdoba CF          | Segunda División A | 7          | 1          | 3     | 0     | –              | –              | –      | –      | 10     | 1      |
| 2018/19         | Maccabi Petah Tikva | Ligat ha'Al        | 11         | 0          | 1     | 0     | –              | –              | –      | –      | 12     | 0      |
| 2019/20         | CS Marítimo         | Primeira Liga      | 3          | 0          | 1     | 0     | –              | –              | –      | –      | 4      | 0      |
| Carrière totaal | Carrière totaal     | Carrière totaal    | 71         | 1          | 10    | 0     | 0              | 0              | 0      | 0      | 81     | 1      |

Bijgewerkt op 2 december 2018

## Interlandcarrière
Bambock kwam uit voor diverse Franse nationale jeugdelftallen. In 2013 speelde hij twee interlands voor Frankrijk –18.